# Ted Turner (muzyk)
Ted Turner (ur. jako David Allen Turner 2 sierpnia 1950 w Yardley w Birmingham) – angielski gitarzysta i wokalista zespołu rockowego Wishbone Ash, w którym sławę zawdzięcza swoim aranżacjom gitarowym, tworzonym wraz z drugim gitarzystą zespołu – Andym Powellem. Grał też na gitarze hawajskiej – np. w utworach „Rock and Roll Widow” na albumie Wishbone Four i „In The Skin” na Nouveau Calls.
Wcześniej grał w zespole King Biscuit z Birmingham, natomiast z Wishbone Ash grał i śpiewał w latach 1969–1973 – wtedy to nagrał z zespołem jego pierwsze cztery albumy: Wishbone Ash, Pilgrimage, Argus i Wishbone Four.
W roku 1971 zagrał na gitarze na albumie Johna Lennona – Imagine.
Kiedy Turner opuścił zespół, jego miejsce zajął Laurie Wisefield, który wcześniej grał w zespole Home. Turner ponownie zagrał w Wishbone Ash w latach 1987–1994, a po tym okresie pojawiał się gościnnie na koncertach Wishbone Ash i Martin Turner’s Wishbone Ash.
Jego główną gitarą w latach 70. XX wieku był Fender Stratocaster o klonowym gryfie. Grywał także na modelu Gibson Firebird i na gitarze hawajskiej.

## Covery muzyka
- Bargain[1]
- L.A. Woman[1]